# Karida
Karida is een plaats in de Estlandse gemeente Saaremaa, provincie Saaremaa. De plaats heeft de status van dorp (Estisch: küla).
Tot in december 2014 behoorde Karida tot de gemeente Kärla, tot in oktober 2017 tot de gemeente Lääne-Saare en sindsdien tot de fusiegemeente Saaremaa.

## Bevolking
Het dorp had 22 inwoners op 31 december 2011 en 29 inwoners op 31 december 2021.

## Ligging
Karida ligt aan de rivier Kärla. De Tugimaantee 78, de secundaire weg van Kuressaare via Kihelkonna naar Veeremäe, komt door Karida.

## Geschiedenis
De plaats werd voor het eerst genoemd in 1453 onder de naam Karredes. In de 17e eeuw kwam ze terecht op het landgoed Oriküla. Het landhuis van het landgoed, gebouwd in het midden van de 19e eeuw, lag in het noordelijk deel van Karida. Het landgoed behoorde toe aan diverse Baltisch-Duitse families, onder wie von Buxhoeveden, Pilar von Pilchau en von Nolcken. In 1827 kwam het in handen van de familie von Bartholomäi, die het landgoed naliet aan de Ridderschap van Ösel (Saaremaa).
Na de Tweede Wereldoorlog werd in het park rond het voormalige landhuis een basis van het Rode Leger ingericht. Naast het landhuis en de bijgebouwen werden barakken neergezet. Toen het Sovjetleger in de vroege jaren negentig vertrok, plunderden en vernielden de soldaten alle gebouwen op de basis, ook die van het vroegere landgoed. Sindsdien is het terrein een verzameling ruïnes.